# Michel Desbastides
Michel Desbastides, né le 16 septembre 1940 à Paris, est un artiste peintre et écrivain français.

## Biographie
Michel Desbastides remporte la médaille de bronze du Prix Pascal-Forthuny de l'Académie française en 1987 pour son livre de poèmes Bois gravé.
Il expose ses peintures à Paris à partir de 1982 et figure au Salon d'Automne en 1989.
Il expose ses œuvres dans les ventes aux enchères Ader-Picard-Tajan,.